# Серебренникова, Евгения Евгеньевна
Евге́ния Евге́ньевна Сере́бренникова (род. 9 сентября 1982, Воронеж) — российская актриса, сценарист, режиссёр, продюсер, модель.

## Биография
Родилась 9 сентября 1982 года в Воронеже.
Училась в школе № 63 Воронежа в 1992—1999 годах.
Окончила театральное отделение Детской школы искусств № 1 (1995—1999).
После окончания школы поступила в Воронежскую государственную академию искусств (1999—2003).
Училась и параллельно работала на воронежском радио «Борнео» в качестве ведущей «Утреннее шоу».
В 2003 году переехала в Москву.
В конце 2003 года стала актрисой Московского областного камерного театра (ныне — Губернский театр), где проработала восемь лет, и начала сниматься в кино. Известна по роли Ольги Лариной в телесериале «Мавр сделал своё дело».
С 2003 по 2013 год была замужем за актёром Прохором Дубравиным.
В 2021 году актриса изменила имя, теперь она по паспорту Ева. Как пояснила актриса, это имя она считает более женственным.

### Творчество

#### Фильмография
| Год  |   | Название                | Роль                |
| ---- | - | ----------------------- | ------------------- |
| 2023 | ф | На Рубле без рубля      | Алиса               |
| 2021 | с | Потерянные              | Куркова             |
| 2020 | с | Роман с детективом      | Лада Кошкина        |
| 2020 | с | Ошибки молодости        | Ирина               |
| 2020 | ф | Мама рядом              | эпизод              |
| 2019 | с | Старушки в бегах-2      | Лена, дочь Зины     |
| 2019 | с | Миленький ты мой        | Лариса, мать Дины   |
| 2018 | ф | Краски                  | эпизод              |
| 2018 | с | Балабол 2               | Кристина            |
| 2016 | с | Универ. Новая общага    | Ефремова            |
| 2016 | с | Мавр сделал своё дело   | Ольга Ларина        |
| 2015 | с | Любовная сеть           | Кристина            |
| 2015 | с | Солнце в подарок        | Варя                |
| 2014 | с | Идеальный мужчина       | Валерия Гордецкая   |
| 2014 | с | Расплата                | Катя                |
| 2013 | с | Второе дыхание          | Жанна               |
| 2013 | с | «Возвращение Мухтара-2» | Галина Севостьянова |
| 2012 | с | Проснёмся вместе?       | Яна                 |
| 2011 | с | Срочно в номер 3        | Нелли               |
| 2011 | с | Универ. Новая общага    | Марина              |
| 2010 | с | Интерны                 | Настя               |
| 2010 | с | Час Волкова 4           | Даша                |
| 2008 | с | Проклятый рай 2         | Ольга               |
| 2007 | ф | Нас не догонишь         | Малина              |
| 2007 | с | Безмолвный свидетель 2  | Анна                |

#### Спектакли
| Спектакль                  | Роль                     |
| -------------------------- | ------------------------ |
| «Диалог самцов»            | Ио                       |
| «Распутник»                | мадемуазель Гольдбах     |
| «Убийство — дело семейное» | Изабелла                 |
| «Приключения домовых»      | русалка                  |
| «Именины Бабы-Яги»         | эпизод                   |
| «Ловушка для Деда Мороза»  | Танька, младшая Баба Яга |
| «Любовь — книга золотая»   | эпизод                   |

#### Радио
Была ведущей утреннего радио-шоу на воронежской радиостанции «Борнео».